# Nynäshamn
Nynäshamn er en by i Södermanland samt hovedby i Nynäshamns kommun, Stockholms län i Sverige.
Nynäshamn ligger længst mod syd på halvøen Södertörn, 58 kilometer syd for Stockholm. Byen voksede op som udhavn til Stockholm, på et område som tidligere tilhørte Nynäs gods. Nynäshamn fik bystatus i 1946. I 2010 havde stedet 13.510 indbyggere.
Nynäshamn er nok mest kendt for færgetrafikken til Visby men der er også færger og bådlinjer til andre destinationer. Nynäshamn afslutter riksväg 73 og er endestation for lokalbanen Nynäsbanan.
Byen har givet navn til olieselskabet Nynäs Petroleum som blev grundlagt i byen i 1930 og stadig ligger der.
I området ligger også Simon Spies' bolig Villa Spies, også kendt som Villa Fjolle.